# Giorgio Cosmacini
Giorgio Cosmacini (Milano, 10 febbraio 1931) è un medico, filosofo e storico della medicina italiano.

## Biografia
Iscritto alla facoltà di medicina di Pavia si laureò con lode il 12 luglio 1954, con una tesi dal titolo "L'associazione procamide-antistinendoarteriosa nella terapia delle arteriti periferiche".
Dopo le prime esperienze lavorative in ospedale a Busto Arsizio, partì per Firenze, chiamato a svolgere il servizio militare presso la locale Scuola di Sanità Militare, dove approfondì, oltre al resto, la patologia traumatica, e l'organizzazione sanitaria nelle emergenze e nelle calamità. Tornato a Milano, aprì un ambulatorio mutualistico dell'Istituto nazionale per l'assicurazione contro le malattie nel quartiere periferico della Barona e si iscrisse alla specializzazione in radiologia, che concluse con una tesi su "Il fosforo radioattivo nella terapia della policitemia rubra (morbo di Vaquez)". In seguito gli fu offerto l'incarico di “assistente radiologo” nel più grande ospedale cittadino: l'Ospedale Maggiore di Milano-Niguarda.
Nel 1966, sulla rivista La radiologia medica, furono pubblicati i suoi primi lavori scientifici, sull'emosiderosi polmonare e la sindrome di Dressler consecutiva a infarto miocardico. In breve tempo le pubblicazioni si moltiplicarono tanto che ottenne due premi di "operosità scientifica" dall'Ospedale Maggiore. Fu anche coautore di un libro sulle colecistosi, insieme a Fiorentino Costa.
Diventato dirigente del Servizio di radiologia presso l'Istituto di patologia medica del Policlinico universitario, nel 1971 ottenne la libera docenza. 
Nel 1977 conseguì la laurea con lode in Lettere e Filosofia presso l'Università degli studi di Milano. Da allora associò all'attività medica ospedaliera quella di docente universitario di storia del pensiero medico. Ha infatti insegnato Storia della medicina presso la Facoltà di Medicina e Chirurgia e la Facoltà di Filosofia sia presso l'Università degli Studi di Milano prima, sia, dal 1980, presso l'Università Vita-Salute dell'Istituto Scientifico Ospedale San Raffaele di Milano. 
È considerato il maggiore storico della medicina italiano ed è autore di numerose opere d'argomento storico-medico e filosofico-medico. È stato collaboratore della pagina culturale del Corriere della Sera e del domenicale de Il Sole 24 Ore. 
Il 14 gennaio 2016 il sindaco di Milano Giuliano Pisapia gli ha conferito l'Ambrogino d'oro "per la sua vasta opera di storico e di filosofo".

## Opere
- Scienza medica e giacobinismo in Italia. L'impresa politico-culturale di Giovanni Rasori (1796-1799), Collana La società, Milano, Franco Angeli, 1982.
- Röntgen. Il "fotografo dell'invisibile", lo scienziato che scoprì i raggi x, Collana Biografie, Milano, Rizzoli, 1984.
- Gemelli. Il Machiavelli di Dio, Collana Biografie, Milano, Rizzoli, 1985.
- Storia della medicina e della sanità in Italia. Dalla peste europea alla guerra mondiale (1348-1918), Gius. Laterza & Figli, 1987 [ I volume di 3 ]
- Medicina e Sanità in Italia nel Ventesimo secolo. Dalla 'Spagnola' alla 2ª Guerra Mondiale (1918-1945), Roma-Bari, Laterza, 1989. [ II volume di 3 ]
- La medicina e la sua storia. Da Carlo V al Re Sole, Collana Osservatorio italiano, Milano, Rizzoli, 1989.
- Una dinastia di medici. La saga dei Cavacciuti-Moruzzi, Collana Saggi italiani, Milano, Rizzoli, 1992.
- Storia della medicina e della Sanità nell'Italia contemporanea, Roma-Bari, Laterza, 1994. [ III volume di 3 ]
- G. Cosmacini-Cristina Cenedella, I vecchi e la cura. Storia del Pio Albergo Trivulzio, Roma-Bari, Laterza, 1994.
- La qualità del tuo medico. Per una filosofia della medicina, Roma-Bari, Laterza, 1995
- Medici nella storia d'Italia, Roma-Bari, Laterza, 1996
- L'arte lunga. Storia della medicina dall'antichità a oggi, Roma-Bari, Laterza, 1997
- Il medico ciarlatano. Vita inimitabile di un europeo del Seicento, Laterza, 1998
- Ciarlataneria e medicina. Cure, maschere, ciarle, Milano, Raffaello Cortina, 1998
- La Ca' Granda dei milanesi. Storia dell'Ospedale Maggiore, Roma-Bari, Laterza, 1999.
- Il mestiere di medico. Storia di una professione, Collana Scienze e Idee, Milano, Raffaello Cortina, 2000
- G. Cosmacini-Claudio Rugarli, Introduzione alla medicina, Roma-Bari, Laterza, 2000
- Biografia della Ca' Granda. Uomini e idee dell'Ospedale Maggiore di Milano, Laterza, 2001
- Medicina e mondo ebraico. Dalla Bibbia al secolo dei ghetti, Collana Storia e Società, Roma-Bari, Laterza, 2001
- Il male del secolo. Per una storia del cancro, Roma-Bari, Laterza, 2002
- La stagione di una fine, 1943-1945, Terziaria, 2002.
- Il medico giacobino. La vita e i tempi di Giovanni Rasori, Collana Storia e Società, Roma-Bari, Laterza, 2002
- G. Cosmacini-Roberto Mordacci, Salute e bioetica, Torino, Einaudi, 2002
- G. Cosmacini-Roberto Satolli, Lettera a un medico sulla cura degli uomini, Roma-Bari, Laterza, 2003
- La vita nelle mani. Storia della chirurgia, Collana Storia e Società, Roma-Bari, Laterza, 2003
- Una vita qualunque, 1918-1940, viennepierre edizioni, 2003.
- Il medico materialista. Vita e pensiero di Jakob Moleschott, Collana Storia e Società, Roma-Bari, Laterza, 2004
- «La mia baracca». Storia della fondazione Don Gnocchi, Presentazione del Cardinale Dionigi Tettamanzi, Laterza, 2004
- G. Cosmacini-Maurizio De Filippis-Patrizia Sanseverino, La peste bianca. Milano e la lotta antitubercolare (1888-1945), Milano, Franco Angeli, 2004.
- L'arte lunga. Storia della medicina dall'antichità a oggi, Roma-Bari, Laterza, 2005
- Il romanzo di un giovane medico (1951-1971), viennepierre edizioni, 2005
- L'Islam a La Thuile nel Medioevo. Un «tuillèn» alla terza crociata: andata, ritorno, morte misteriosa, KC Edizioni, 2006.
- Le spade di Damocle. Paure e malattie nella storia, Collana Storia e Società, Roma-Bari, Laterza, 2006
- La religiosità della medicina. Dall'antichità a oggi, Collana Storia e Società, Roma-Bari, Laterza, 2007
- L'anello di Asclepio. 1990-2007. L'età dell'oro, viennepierre edizioni, 2008.
- G. Cosmacini-Andrea W. D'Agostino, La peste, passato e presente, Milano, Editrice San Raffaele, 2008
- La medicina non è una scienza. Breve storia delle sue scienze di base, Collana Scienze e Idee, Milano, Raffaello Cortina, 2008
- Il medico saltimbanco. Vita e avventure di Buonafede Vitali, giramondo instancabile, chimico di talento, istrione di buona creanza, Roma-Bari, Laterza, 2008
- Prima lezione di medicina, Collana Universale. Prime lezioni, Roma-Bari, Laterza, 2009
- Il medico e il cardinale, Milano, Editrice San Raffaele, 2009
- Testamento biologico. Idee ed esperienze per una morte giusta, Bologna, Il Mulino, 2010
- G. Cosmacini-Giuseppe Scotti, Francesco Scotti 1910-1973. Politica per amore, Presentazione di Arturo Colombo, Milano, Franco Angeli, 2010.
- Guerra e medicina. Dall'antichità a oggi, Collana Storia e Società, Roma-Bari, Laterza, 2011.
- Compassione. Le opere di misericordia ieri e oggi, Bologna, Il Mulino, 2012.
- La scomparsa del dottore. Storia e cronaca di un'estinzione, Milano, Raffaello Cortina, 2013.
- Camillo De Lellis. Il santo dei malati, Roma-Bari, Laterza, 2013.
- G. Cosmacini-Paola Cosmacini, Il medico delle mummie. Vita e avventure di Augustus Bozzi Granville, Collana Percorsi, Roma-Bari, Laterza, 2013.
- G. Cosmacini-Giorgio Cavalleri, 10 anni (1935-1945). Como, il lago, la montagna, NodoLibri, 2014
- Tanatologia della vita e stetoscopio. Bichat, Laënnec e la "nascita della clinica", AlboVersorio, 2015.
- Medicina e rivoluzione. La rivoluzione francese della medicina e il nostro tempo, Collana Scienza e Idee, Milano, Raffaello Cortina, 2015.
- Un triennio cruciale (1945-1948). Como, il lago, la montagna, NodoLibri, 2015
- La forza dell'idea. Medici socialisti e compagni di strada a Milano (1890-1980), L'Ornitorinco, 2015
- Per una scienza medica non neutrale. Tre maestri della medicina tra Ottocento e Novecento, L'Ornitorinco, 2015
- Medicina Narrata, Sedizioni, 2015
- G. Cosmacini-Martino Menghi, Galeno e il galenismo. Scienza e idee della salute, Milano, Franco Angeli, 2015.
- Chimica della vita e microscopio. Pasteur e la microbiologia, AlboVersorio, 2015.
- Per una scienza medica non neutrale. Tre maestri della medicina in Italia fra Ottocento e Novecento, L'Ornitorinco, 2016.
- Il tempo della cura. Malati, medici, medicine, NodoLibri, 2016.
- Elogio della Materia. Per una storia ideologica della medicina, Edra edizioni, 2016.
- L'Infinito di Leopardi. Un impossibile congedo, Sedizioni, 2016.
- Memorie dal lago e ricordi dal confine. Como, il lago, la montagna, NodoLibri, 2017.
- Salute e medicina a Milano. Sette secoli all'avanguardia, L'Ornitorinco, 2018.
- La medicina dei papi, Collana Storia e Società, Roma-Bari, Laterza, 2018, ISBN 978-88-581-2817-6.
- Bioscienze. Itinerario storico tra le scienze della vita, Giampiero Casagrande editore, 2018, ISBN 978-88-779-5251-6.
- Medici e medicina durante il fascismo, Milano, Pantarei, 2019, ISBN 978-88-865-9141-6.
- Il viaggio di un ragazzo attraverso il fascismo. 1935-1946, Milano, Pantarei, 2019, ISBN 978-88-865-9144-7.
- G. Cosmacini-Giovanni Ferrari, Historia cordis, Ass. Gianmario Beretta, 2019, ISBN 978-88-885-3102-1.
- Conversazioni tra medicina e storia. Giorgio Cavalleri intervista Giorgio Cosmacini, Carlo Pozzoni Fotoeditore, 2019, ISBN 978-88-321-4109-2.
- Concetti di salute e malattia fino al tempo del coronavirus, Milano, Pantarei, 2020, ISBN 978-88-865-9146-1.
- Federica Montseny. Una anarchica al governo della Salute, Collana Le vie della storia. Le vite, Firenze, Le Lettere, 2021, ISBN 978-88-936-6194-2.
- Risorgimento a due voci ovvero Il medico politico. Vite parallele di Giovanni Lanza e Agostino Bertani, Milano, Pantarei, 2021, ISBN 978-88-865-9149-2.
- Dante e l'arte medica, Milano, Pantarei, 2021, ISBN 978-88-865-9150-8.
- Il medico della mutua: Storia di una istituzione e di un mestiere, Milano, Pantarei, 2022, ISBN 978-88-865-9153-9.
- G. Cosmacini, "Medicina per i poveri e per i ricchi" | editore=Pantarei | città=Milano | anno=2023| isbn= 978-88-86591-56-0